# 吉江一男
吉江 一男（よしえ かずお、1948年 - 2020年）は日本の作曲家・音楽プロデューサー。CM音楽制作会社ミスターミュージックを1978年に設立し、代表を務める。2021年以前に亡くなったことが長戸大幸により語られている。まぶたひとえ、あるいは小諸鉄矢の変名を持つ。

## プロデュース作品
- 児島未散「ジプシー」
- 川島だりあ「Shiny Day」※
- Qunchõ「青い夏まで待てない」※
- ZARD「揺れる想い」「永遠」
- SO-FI「メとメで伝心」※
- DALI「ムーンライト伝説」※(小諸鉄矢名義)
- TWINZER「SUMMER DAYS」「OH SHINY DAYS」※
- T-BOLAN「刹那さを消せやしない/傷だらけを抱きしめて」
- DEEN「このまま君だけを奪い去りたい」『I wish』「 瞳そらさないで 」等
- FIELD OF VIEW「突然」
- 矢嶋良介「サヨナラMISTY DAYS」※
- WANDS「もっと強く抱きしめたなら」
- B'z「FIRE BALL」「さまよえる蒼い弾丸」※
- 藤井みお『ELECTRIC LOLITA』(小諸鉄矢名義)

※…長戸大幸と共同

## 楽曲提供
| 歌手名              | タイトル               | 作詞者   | 作曲者              | 編曲者     |
| J.A.M. Cream        | 19番のタンゴ           | 長戸大幸 | 吉江一男            | 葉山たけし |
| しろコーラ          | 男と女のクリスマス     | 魚住勉   | 吉江一男 馬飼野康二 | 馬飼野康二 |
| 高田純次&近藤房之助 | 白いブランコでおやすみ | 益戸育江 | 吉江一男            | 寺尾広     |
| DEEN                | 遠い空で               | 小松未歩 | 吉江一男 小松未歩   | 池田大介   |